# Kirsten Avlund
Kirsten Avlund (1950 – 1. september 2013) var en dansk professor i gerontologi ved Københavns Universitet. Hun var uddannet ergoterapeut.
Kirsten Avlund blev først ansat som videnskabelig assistent på Afdeling for Social Medicin ved Institut for Folkesundhed, Københavns Universitet, og senere som ph.d-studerende, adjunkt, lektor og professor. Hun blev ph.d i 1995 og dr.med. (doktor i medicin) i 2004 Hun var den første ergoterapeut som blev professor dr.med., og også den første professor i gerontologi ved Københavns Uiversitet.
Efter Kirsten Avlunds død blev Kirsten Avlund Prisen stiftet i hendes navn. Prisen er på 10.000 kr. som doneres af Fonden Ensomme Gamles Værn, og uddeles årligt.